# Fuchsia glaberrima
Fuchsia glaberrima är en dunörtsväxtart som beskrevs av Ivan Murray Johnston. Fuchsia glaberrima ingår i släktet fuchsior, och familjen dunörtsväxter. Inga underarter finns listade i Catalogue of Life.